# Wilhelm Gottlieb Korn
Wilhelm Gottlieb Korn (ur. 26 grudnia 1739 we Wrocławiu, zm. 4 września 1806 tamże), księgarz i wydawca niemiecki.

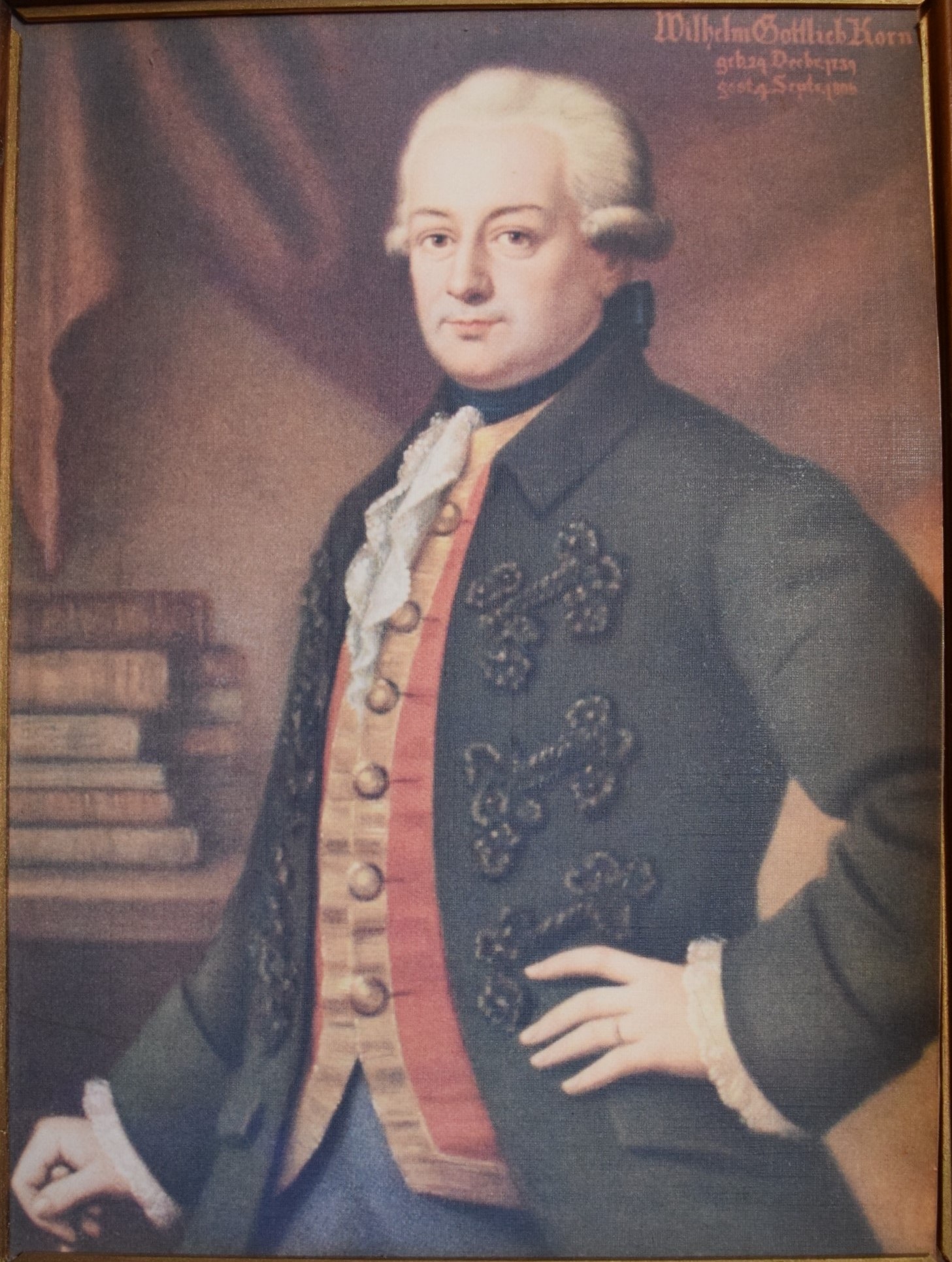
Wilhelm Gottlieb Korn

## Życiorys
Syn Johanna Jacoba, również księgarza i wydawcy, oraz Susanne Margarethe z domu Ihlenfeld. Wilhelm praktykę w firmie ojca podjął bardzo wcześnie, a już w 1757 pojechał do Polski na naukę do Michała Grölla, warszawskiego księgarza. Przebywał tam cztery lata, nawiązując liczne kontakty i poznając potrzeby polskiego rynku wydawniczego.
Po powrocie do Wrocławia przejął w 1762 przedsiębiorstwo ojca, kontynuując zapoczątkowane przezeń nastawienie na – prócz lokalnych, niemieckojęzycznych, przeznaczonych dla odbiorcy w Prusach – rynki wschodnie, w tym głównie polskie. W 1763 zmienił nazwę wydawnictwa, które od tej chwili nosiło jego imię: „Firma Wilhelm Gottlieb Korn”Na potrzeby odbiorców posługujących się językiem polskim Korn używał – także w nazwie firmy – polskiego wariantu swego drugiego imienia – Bogumił. Wilhelm Korn oprócz zapoczątkowanej w 1742 przez ojca „Schlesische Zeitung” oraz dzieł w języku niemieckim (w tym m.in. Dokładne i kompletne nauczanie języka polskiego..), wydawał po polsku dzieła m.in. Klemensa Janickiego, Franciszka Siarczyńskiego i Jana Daniela Janockiego. Wydawał też – zazwyczaj tłumaczone na polski z języka francuskiego lub niemieckiego – podręczniki szkolne i książki dla młodzieży.
Korn miał swoje składy księgarskie – u M. Grölla w Warszawie, także we Lwowie i w Poznaniu. W 1790 powierzył administrowanie wydawnictwem synowi Johannowi Gottliebowi, zachowując jednak aż do śmierci pozycję kierowniczą w firmie. W 1793 udało się Kornom przełamać we Wrocławiu monopolistyczną pozycję firmy poligraficznej Grassa i 4 marca uzyskali zezwolenie na uruchomienie tu własnej drukarni; dwa lata później poznański skład przekształcili w filię księgarni wrocławskiej. Od przełomu XVIII i XIX Kornowie współpracowali ściśle z polskim bibliotekarzem i filologiem Jerzym Samuelem Bandtkiem, przebywającym we Wrocławiu od 1798. Doradzał on im w zakresie wydawania polonikków.
Wilhelm Gottlieb Korn ożenił się w 1762 z Karoline Elisabeth z domu Pfitzner, córką wrocławskiego urzędnika. Miał z nią trzech synów, oprócz spadkobiercy przedsiębiorstwa, Johanna Gottlieba, jeszcze dwóch: Friedricha Wilhelma i Juliana Ferdinanda.
Johann Gottlieb w 1806 odziedziczył po Wilhelmie doskonale prosperujące przedsiębiorstwo: dwa lata przed śmiercią Wilhelma zatrudniali oni we Wrocławiu 22 ludzi pracujących na 9 prasach i mieli doskonale rozpoznane rynki, głównie na ziemiach polskich.